# 콰가
콰가(라틴어: quagga, 학명: Equus quagga quagga)는 남아프리카의 초원에 서식하던, 몸에 반 쪽만 줄 무늬가 있는 사바나얼룩말의 아종으로, 1872년에 인간의 사냥으로 전멸하였다. ‘콰가’는 이 동물의 울음 소리가 ‘콰아콰아’ 하고 들린다고 해서 붙은 이름이다.

## 멸종 과정
남아프리카에 이민온 네덜란드인(보어인)들은 이 반쪽무늬 얼룩말에 흥미를 가졌다. 많은 사냥꾼들이 콰가얼룩말의 고기와 모피를 노리고 사냥하였는데, 콰가얼룩말은 유일하게 얼룩말고기 맛이 좋은 얼룩말이었고 또한 이 얼룩말은 성격이 순해 저항을 하지 않았으므로 대량으로 학살되었다고 전해진다. 1858년에 자연 상태의 콰가 얼룩말이 절멸하였고, 대영박물관에서 사육되던 마지막 한 마리의 암컷 콰가 얼룩말이 1883년에 16살의 나이로 죽음으로써 멸종하고 말았다.

## 부활 계획
일명 ‘콰가 프로젝트’라고도 불리는 이 계획은, 콰가가 멸종된 이래 실시된 계획으로서, 오록스의 예처럼, 콰가와 유사한 유전자를 가진 얼룩말들을 찾아내어 그 얼룩말끼리 교배를 한 다음, 콰가와 가장 가까운 돌연변이를 찾아내는 계획이며, 현재 아직도 실시되고 있다.

## 같이 보기
- 홀로세 멸종
- 절멸한 동물 목록